# ابوغزلان
روستای ابوغزلان از روستاهای دهستان مینوبار در بخش اروندکنار شهرستان آبادان، در استان خوزستان است.
براساس سرشماری سال ۱۳۹۵ مرکز آمار جمهوری اسلامی ایران، تعداد ساکنان روستای ابوغزلان، ۷۴۵ نفر، شامل ۳۵۰ مرد و ۳۹۵ زن بوده‌است. شمار خانوارهای این روستا ۲۱۵ خانوار می‌باشد. نتایج سرشماری سال ۱۳۸۵ حاکی از وجود ۱۸۲ مرد و ۱۶۸ زن و در مجموع ۳۵۰ فرد باسواد در این روستا است. شمار بی‌سوادان روستای ابوغزلان، ۷۹ نفر شامل ۳۱ مرد و ۴۸ زن بی‌سواد بوده‌است.